# Fully
Fully (toponimo francese) è un comune svizzero di 8 622 abitanti del Canton Vallese, nel distretto di Martigny.

## Geografia

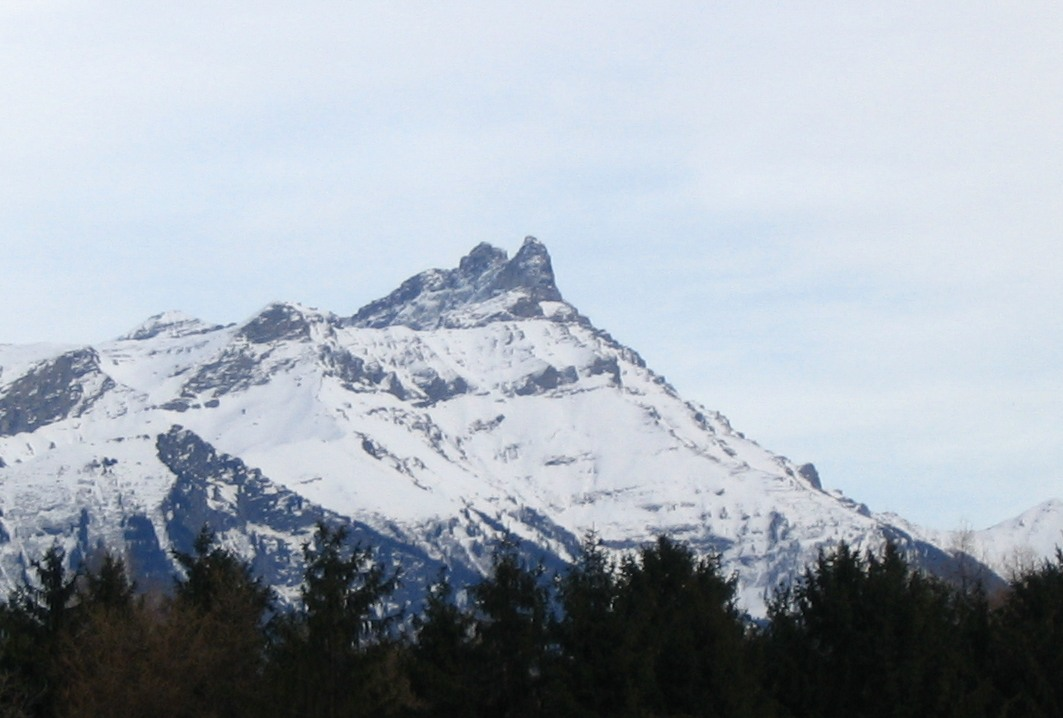
Il Dent de Morcles

### Situazione
Fully si trova nella valle del Rodano, sulla riva destra del Rodano, tra Martigny e Saillon.
Il territorio di Fully si estende per 37,79 km2. Nell'indagine 2013-2018, le aree residenziali e le infrastrutture rappresentavano l'8,0% della sua superficie, le aree agricole il 28,7%, le aree boschive il 29,8% e le aree improduttive il 33,6%.

### Siti naturali
Il borgo di Branson, antico sito viticolo, è incluso nell'Inventario federale dei siti edificati di importanza nazionale da proteggere in Svizzera.
La riserva naturale di Follatères, situata nell'ansa del Rodano, offre un clima particolare, all'interfaccia tra il clima continentale e quello lemanico. Qui si possono osservare molte specie animali e vegetali rare. Nel 2008, nell'ambito della costruzione del nuovo ponte sul Rodano, è stata creata un'isola artificiale sul canale Fully-Saillon a Branson, per ripristinare l'aspetto della pianura prima dello sbarramento del Rodano.
Nel territorio comunale sorge il Dent de Morcles (2 969 m s.l.m.).

### Il castagneto
Si dice che i primi castagni di Fully siano stati piantati intorno al 1200 d.C.. Si dice che un tempo la foresta superasse i 50 ettari. Prima della bonifica della pianura del Rodano, questo albero nutriente era considerato essenziale per la sopravvivenza della popolazione locale. Ogni famiglia possedeva alcuni alberi che venivano mantenuti con cura attraverso potature e innesti.
Gradualmente, la vite divenne più redditizia e sostituì i castagni. Tuttavia, alcune selve sono sopravvissute fino ai giorni nostri, come quelle sopra i villaggi di Branson e La Fontaine. La foresta più grande, sopra il villaggio principale di Vers-l'Eglise, conta oggi più di 1.000 alberi e copre quasi 17 ettari.
Da quando è stato posto sotto tutela, il bosco di castagni è stato oggetto di cure speciali. Aperto a tutti, è diventato un luogo di passeggiate e relax. In ottobre, la raccolta delle castagne è aperta al pubblico. L'unico divieto è quello di "gauler", cioè di colpire o scuotere i rami degli alberi: si possono raccogliere solo le castagne già a terra. La raccolta è gratuita, ma è ovviamente riservata al consumo privato.
Il castagneto di Fully appartiene alla Borghesia ed è pubblico. Luogo di relax apprezzato dagli abitanti del villaggio e dai visitatori in generale, ospita un percorso didattico, un percorso Vita, una pista finlandese e anche il "Couvert de la châtaigneraie".

## Monumenti e luoghi d'interesse

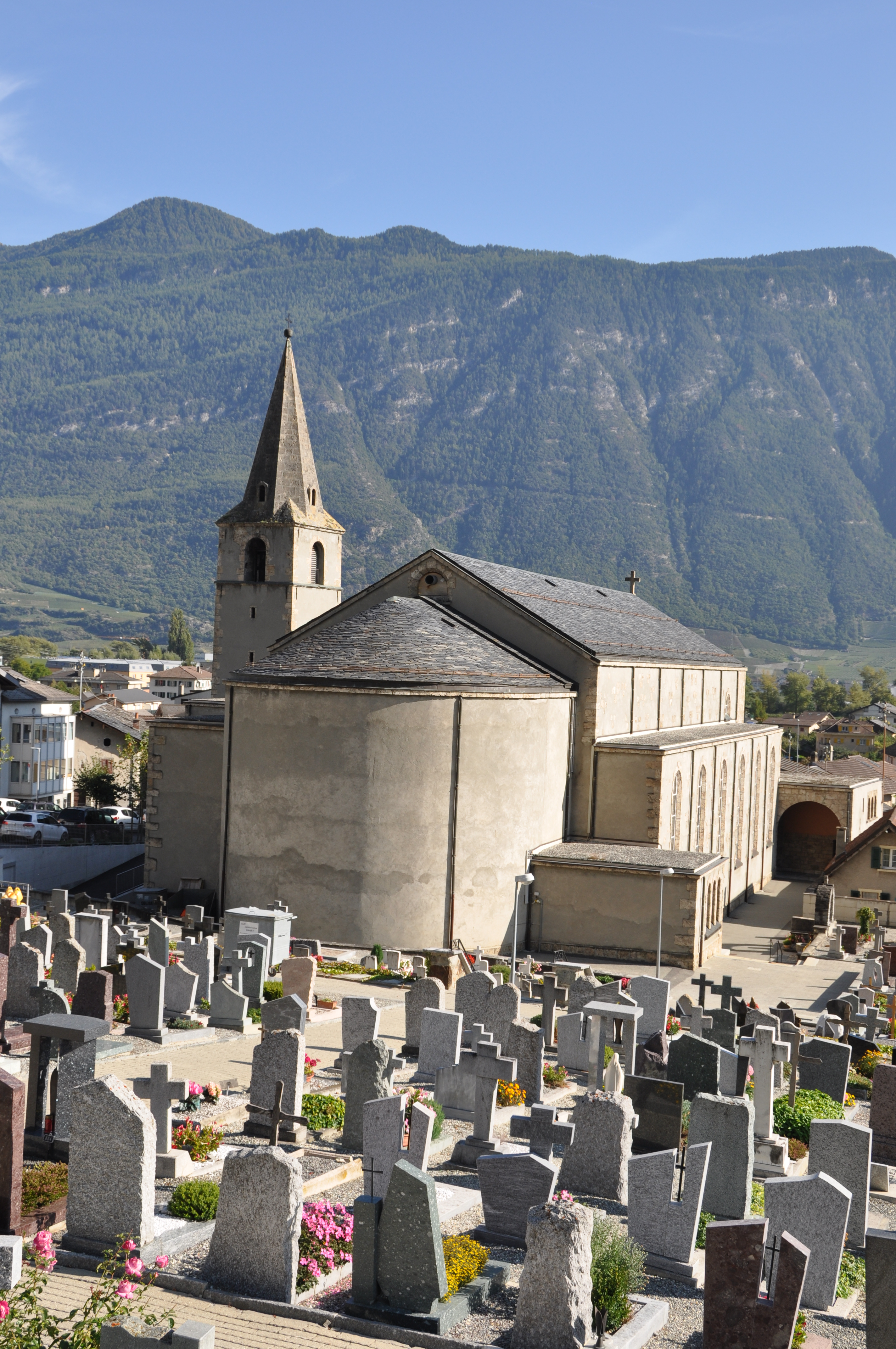
La chiesa di San Sinforiano

### Chiesa parrocchiale cattolica di San Sinforiano
Chiesa parrocchiale cattolica di San Sinforiano, eretta nell'VIII secolo e ricostruita nel 1747 e nel 1934.
La chiesa di San Sinforiano è la più grande della diocesi di Sion, i cui confini corrispondono all'incirca a quelli del Canton Vallese. Un'altra particolarità è rappresentata dalle facciate esterne, interamente rivestite di tufo e decorate con tre mosaici che rappresentano i santi patroni di Fully: sant'Orso (Branson), san Sinforiano (Vers-l'Eglise) e san Gottardo (Mazembroz).
All'interno, il grande affresco del coro è stato eseguito da artisti di fama: Paul Monnier, Albert Chavaz, Edmond Bille e Joseph Gautschi. Le vetrate, realizzate dal laboratorio Renggli, raffigurano cinque santi sul lato dell'alba e cinque santi sul lato del tramonto. Quattordici stazioni della Via Crucis, dipinte su vetro dal famoso pittore Edmond Bille, adornano le navate laterali.
La festa parrocchiale di San Sinforiano si celebra la prima domenica dopo il 22 agosto.
La chiesa è aperta al pubblico tutti i giorni dalle 7 alle 21, tranne che per le cerimonie religiose.
La messa domenicale viene celebrata il sabato alle 19.00 e la domenica alle 10.00 e 18.00.

## Società

### Evoluzione demografica
L'evoluzione demografica è riportata nella seguente tabella:
Abitanti censiti

## Infrastrutture e trasporti
Fully è servito dalla stazione di Charrat-Fully, sulla ferrovia Losanna-Briga, e dalla linea di autobus postali 311 Sion-Martigny.

## Politica

### Consiglio comunale
Il Consiglio comunale (esecutivo) integrale è composto da 7 membri. Dalle elezioni del 18 ottobre 2020, la carica di presidente è ricoperta da Caroline Ançay-Roduit (PPD) che siede accanto a Béatrice Masson Giroud (PPD), Emmanuel Carron-Thétaz (PPD), Géraldine Granges Guenot (UDC), Aldo Resenterra-Dorsaz (PLR), Alain Mermoud (PLR) e Anouk Dorsaz-Vielle (MISE).

### Consiglio generale
Fully è uno dei pochi comuni del Vallese ad avere un Consiglio Generale (legislativo). Composto da 45 membri, il Consiglio generale si riunisce almeno due volte l'anno.

## Araldica

Stemma di Fully

Blasonatura :
"Per fess Gules due grappoli d'uva Or, gambi Vert incrociati e Azure una chiesa Or aperta Sable e fiancheggiata da un campanile a sinistra".
Lo stemma di Fully è stato ufficializzato nel 1940. È tratto da un mosaico su un timpano della chiesa di Fully nel 1934.

## Amministrazione
Ogni famiglia originaria del luogo fa parte del cosiddetto comune patriziale e ha la responsabilità della manutenzione di ogni bene ricadente all'interno dei confini del comune.